# Distrito de Ala-Buka
El distrito de Ala-Buka (en kirguís: Ала-бука району) es uno de los rayones (distrito) de la provincia de Jalal-Abad en Kirguistán. Tiene como capital la ciudad de Ala-Buka.
- Datos: Q401959